# Greiz
Greiz è una città tedesca di 20 021 abitanti, situata nel Land della Turingia.

È il capoluogo, e il centro maggiore, del circondario omonimo.
Greiz svolge il ruolo di "comune amministratore" (Erfüllende Gemeinde) nei confronti del comune di Neumühle/Elster.